# Білаонов Павло Семенович
Павло Семенович Білаонов (нар. 17 жовтня 1919, Дігора — 28 травня 1996, Київ) — радянський військовик, Герой Радянського Союзу (1944), у роки німецько-радянської війни командир 681-го стрілецького полку 133-ї стрілецької дивізії 40-ї армії 2-го Українського фронту, майор. Депутат Верховної Ради УРСР 8-го скликання.

## Біографія
Народився 17 жовтня 1919 року в місті Дігорі (нині Північна Осетія) в сім'ї службовця. Осетин. Закінчив середню школу в місті Орджонікідзе, працював бригадиром на заводі «Електроцинк».
У 1937 році призваний до лав Червоної Армії. У 1939 році закінчив Орджонікідзевське військове піхотне училище і був призначений командиром кулеметного взводу в місті Єйську.
У боях німецько-радянської війни з квітня 1942 року. Воював на Сталінградському, 2-му Українському фронтах. Член КПРС з 1942 року.
Брав участь у Сталінградській битві: на посаді офіцера штабу 293-ї стрілецької дивізії брав участь у запеклих боях з прориву ворожої оборони, звільненні хуторів Громки, Ілларіоновський. Потім на чолі танкового десанту одним з перших увірвався в район хутора Платонов, станиць Голубінська, Верхня Бузинівка. У тому бою підрозділ П. С. Білаонова знищив 300 і захопили в полон 1 200 ворожих солдатів і офіцерів, 17 гармат, 60 автомашин.
На початку грудня 1942 року П. С. Білаонов був призначений начальником штабу стрілецького полку, а потім командиром цього ж полку. На чолі свого полку брав участь в боях з гітлерівцями в районі «П'яти курганів» — опорного пункту противника. Висота «П'ять курганів» була очищена від гітлерівців. Ворог зазнав великих втрат у живій силі і бойовій техніці. П. С. Білаонов був важко поранений, але поле бою не покинув, продовжував керувати наступом свого полку до повного розгрому противника.
У ніч на 24 березня 1944 року майор П. С. Білаонов одним з перших в дивізії форсував Дністер в районі села Липчани Могилів-Подільського району Вінницької області, опанував важливими опорними пунктами оборони гітлерівців. Протягом доби полк знищив три танки, 60 автомашин з боєприпасами та озброєнням, взяв у полон 150 фашистів.
Указом Президії Верховної Ради СРСР від 13 вересня 1944 року за вміле командування полком при форсуванні Дністра і утриманні плацдарму на його правому березі і проявлені при цьому особиста мужність і героїзм майору Білаонову Павлу Семеновичу присвоєно звання Героя Радянського Союзу з врученням ордена Леніна і медалі «Золота Зірка» (№ 2279).
У 1950 році закінчив Військову академію імені М. В. Фрунзе, у 1961 році — Військову академію Генерального штабу і в 1969 році — Вищі академічні курси при ній. З серпня 1961 по грудень 1965 року служив 1-м заступником командувача 8-ї танкової армії Прикарпатського військового округу. З жовтня 1968 по червень 1974 командував 38-ю армією Прикарпатського військового округу. У 1971 році обраний народним депутатом Верховної Ради УРСР 8-го скоикання.

Могила Павла Білаонова

З 1980 року генерал-лейтенант П. С. Білаонов — у відставці. Жив у Києві. Помер 28 травня 1996 року. Похований у Києві на Лук'янівському військовому кладовищі.

## Нагороди, пам'ять
Нагороджений орденом Леніна (13 вересня 1944), двома орденами Червоного Прапора (2 квітня 1943; 28 серпня 1944), орденами Суворова 3-го ступеня (25 січня 1945), Вітчизняної війни 1-го ступеня (11 березня 1985), трьома орденами Червоної Зірки (28 лютого 1943; 20 квітня 1953; 22 лютого 1967), орденом «За службу Батьківщині у ЗС СРСР» 3-го ступеня (21 лютого 1978), медаллю «За бойові заслуги» (5 листопада 1946), іншими медалями.
Іменем Білаонова названа вулиця і встановлений пам'ятник на Алеї Слави в місті Дігорі.